# Општина Думбравени (Сучава)
Думбравени (рум. Dumbrăveni) општина је у Румунији у округу Сучава.
Oпштина се налази на надморској висини од 335 m.